# Нёр (Германия)
Нёр (нем. Noer) — община в Германии, в земле Шлезвиг-Гольштейн.
Входит в состав района Рендсбург-Экернфёрде. Подчиняется управлению Денишенхаген. Население составляет 820 человек (на 31 декабря 2010 года). Занимает площадь 13,9 км².

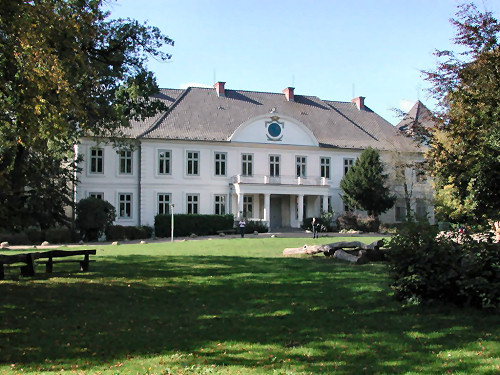
Замок